# Aérodrome de Faïzâbâd
Le terrain d'aviation de Fayzabad est situé à 5 kilomètres au nord-ouest de Faïzâbâd, à 134 kilomètres de l'Aéroport de Kunduz et 270 kilomètres au nord nord-est de Kaboul. 

## Situation
Le terrain de Fayzabad est situé dans une étroite vallée, près d'une rivière. Tous les commandants de bord désirant de rendre à ou venant de Lashkar Gah doivent au préalable en faire la demande par Prior Permission Request (PPR). Seul le ravitaillement en carburant F34 est possible.
| \| 150 km1:10 281 000 \| Bagram Kaboul Kandahar Hérat Jalalabad Kunduz Mazar-e-Charif Bâmiyân Lashkar · Gah Shindand Chaghcharan Darwaz Faïzâbâd Farah Khôst Khwahan Razer Maïmana Qala i Naw Sheberghan Sheghnan Taloqan Tarin Kôt Zarandj Ghāzīābād Panjab |
| 150 km1:10 281 000 |

## Compagnies aériennes et destinations
- Néant